# Фріц Краусс
Фріц Краусс (нім. Fritz Krauss; 20 березня 1898, Кур, Швейцарія — 13 липня 1978, Гросгансдорф, ФРН) — німецький військово-морський діяч, один з керівників військової розвідки, контрадмірал крігсмаріне.

## Біографія
10 квітня 1917 року вступив добровольцем в німецький флот. Пройшов підготовку у військово-морському училищі в Мюрвіку і на важкому крейсері «Фрейя». У 1917-18 роках служив на лінійному кораблі «Король». 31 грудня 1918 року зарахований в резерв, а 21 січня 1920 року звільнений у відставку. 3 травня 1921 року повернувся на службу на флот, вахтовий офіцер. З 1 жовтня 1924 року — груповий офіцер військово-морського училища в Мюрвіку. З 25 березня 1927 року — радіоофіцер на лінійному кораблі «Шлезвіг-Гольштейн», з 1 жовтня 1928 року — радіо- і вахтовий офіцер на крейсері «Емден». Спеціалізувався на питаннях військово-морської і радіорозвідки. З 1 жовтня 1930 року — 4-й офіцер Адмірал-штабу в штабі військово-морської станції «Остзе». З 2 жовтня 1933 року — вахтовий офіцер на лінійному кораблі «Шлезвіг-Гольштейн». 26 вересня 1935 року переведений в Морське керівництво (з 1936 року — ОКМ), де знову займався питаннями розвідки.
4 квітня 1938 року призначений навігаційним офіцером на броненосець «Дойчланд», а 11 січня 1940 року — 1-м офіцером (до цього часу «Дойчланд» був перейменований в «Лютцов»); з 19 квітня по 23 червня 1940 року виконував обов'язки командира корабля. З 24 червня 1940 року — начальник штабу командувача ВМС в Західній Франції. 1 грудня 1940 року переведений в розпорядження ОКМ, а 5 квітня 1941 року призначений 1-м офіцером важкого крейсера «Адмірал Гіппер», одночасно з 2 березня по 1 квітня 1943 року виконував обов'язки командира корабля. З 2 квітня 1943 року — керівник служби зв'язку ВМФ в Італії; в його обов'язки входило насамперед забезпечення перехоплень радіопереговорів і збір розвідувальної інформації в Середземноморському регіоні. З 1 жовтня 1943 року — начальник відділу спорядження і поставок управлінської групи технічних засобів зв'язку ОКМ. 6 серпня 1944 року очолив управлінську групу військово-морської розвідки ОКМ і займав цей пост до кінця війни. Керував збором розвідданих. Після закінчення війни опинився в англо-американській зоні окупації і був притягнутий до співпраці спецслужбами союзників. 23 червня 1945 року за згодою союзного командування очолив Німецьку адміністрацію з розмінування. 19 грудня 1947 року вийшов у відставку.

## Звання
- Кандидат в офіцери (10 квітня 1917)
- Фенріх-цур-зее (15 лютого 1918)
- Лейтенант-цур-зее запасу (14 грудня 1920)
- Лейтенант-цур-зее (3 травня 1921)
- Оберлейтенант-цур-зее (1 травня 1923)
- Капітан-лейтенант (1 жовтня 1930)
- Корветтен-капітан (1 лютого 1936)
- Фрегаттен-капітан (1 листопада 1939)
- Капітан-цур-зее (1 червня 1941)
- Контрадмірал (16 вересня 1944)

## Нагороди
- Почесний хрест ветерана війни з мечами
- Медаль «За вислугу років у Вермахті»
  - 4-го і 3-го класу (12 років; 2 жовтня 1936) — отримав 2 нагороди одночасно.
  - 2-го класу (18 років)
- Медаль «За Іспанську кампанію» (Іспанія)
- Іспанський хрест в сріблі з мечами (6 червня 1939)
- Орден морських заслуг (Іспанія) 2-го класу, білий дивізіон (21 серпня 1939)
- Медаль «У пам'ять 1 жовтня 1938»
- Медаль «У пам'ять 22 березня 1939 року»
- Залізний хрест 2-го і 1-го класу
- Нагрудний знак флоту